# جواد معروفی
جواد معروفی (۱۵ مرداد ۱۲۹۱ – ۱۶ آذر ۱۳۷۲)، آهنگساز و تنظیم کننده ارکستر گل‌های رنگارنگ و نوازندهٔ پیانو اهل ایران بود. او فرزند موسی معروفی نوازندهٔ تار بود.

## زندگی
وی در سال ۱۲۹۱ در تهران متولد شد. مادرش عذرا و پدرش موسی معروفی، از شاگردان برگزیده درویش خان و از موسیقی‌دانان سرشناس دورهٔ خود بود. پنج سال داشت که خواهرش، نرگس به دنیا آمد. چند سال بعد در همان دوره کودکی مادرش را از دست داد و در خانوادهٔ پدری بزرگ شد. در ۱۸ سالگی با شمس الزمان ازدواج کرد. حاصل این ازدواج چهار فرزند بود: منوچهر، شکوه الزمان (گیتی)، ژیلا و فرهاد. او در طول عمر خود سعی در آشتی دادن موسیقی سنتی و غربی داشت. وی در بامداد روز سه شنبه، ۱۶ آذر ۱۳۷۲ در تهران درگذشت و پیکر او در آرامگاه فرهیختگان ادب و هنر بهشت زهرا (مقبرهٔ شمارهٔ ۹۵۳) به خاک سپرده شد.

## فعالیت هنری
او آموزش موسیقی را نزد پدر آغاز کرد؛ تار می‌نواخت و با نواختن ویولن نیز آشنا شد. بعد از دوره ابتدایی، در ۱۴ سالگی و در دوره‌ای که کلنل وزیری مدیر هنرستان ملی موسیقی بود، به تحصیل در آن جا مشغول شد. به پیانو روی آورد و نزد خانم تاتیانا خاراتیان به یادگیری تکنیک نوازندگی پیانو کلاسیک مشغول شد. اتودها و پرلودهای فردریک شوپن، سونات‌های ولفگانگ آمادئوس موتسارت، لودویگ ون بتهوون، فرانتس شوبرت و فوگ‌های باخ را با مهارت می‌نواخت. در کنار موسیقی کلاسیک، موسیقی ایرانی را هم ادامه داد و تحصیلات موسیقی را نزد علینقی وزیری کامل کرد.
در ۲۱ سالگی، در ۱۳۱۲، به دلیل استعداد شگرفش در موسیقی به استخدام وزارت فرهنگ و هنر وقت درآمد و معلم موسیقی مدارس تهران شد و به آموزش سلفژ و دیکته موسیقی در هنرستان پرداخت. از ۱۳۱۹، هم‌زمان با افتتاح رادیو به این مؤسسه پیوست و سال‌ها تک نواز پیانو بود. از ۱۳۳۲ به سرپرستی موسیقی رادیو منصوب شد و هم‌زمان با آن به عضویت شورای عالی موسیقی درآمد. معروفی همچنین رهبر ارکستر شماره یک و رهبر ارکستر گل‌ها بود. او تنظیم‌کننده آهنگ‌های علی اکبر شیدا، عارف قزوینی، رکن‌الدین مختاری و درویش خان و بسیاری دیگر از آهنگسازان معروف ایرانی بوده است.

خودش می‌گوید:
«از بدو تأسیس رادیو در سال ۱۳۱۹ در آنجا هم مشغول شدم. در آن موقع سنی نداشتم ولی هم نوازنده پیانو بودم و هم رهبر ارکستر شماره یک. سال اولی که رادیو تأسیس شد، در اولین ارکستر رادیو این نوازنده‌ها بودند: ابوالحسن صبا، حبیب سماعی، حسین تهرانی، مرتضی نی‌داوود و خود من. بعدها که برنامه گل‌ها تأسیس شد من رهبر ارکستر آن شدم و نوازنده پیانو و سولیست هم بودم. برای ارکستر گل‌ها هم قطعاتی تنظیم می‌کردم.»
او در نواختن پیانو برای موسیقی ایرانی، از روش مشیر همایون شهردار بیشتر از مرتضی محجوبی اقتباس می‌کرد؛ اما شیوه‌ای ویژه داشت که تکنیک در آن آشکار بود. معروفی بیش از چهل سال در زمینه آهنگسازی فعالیت کرد. او و پدرش، از نخستین کسانی محسوب می‌شوند که قطعاتی در دامنه موسیقی ایرانی برای پیانو ساخته و تنظیم کرده‌اند. اولین قطعه جواد معروفی، ترانه‌های خیام، بر اساس رباعیات خیام بود که در ۱۳۱۵ اجرا شد.
از خدمات فرهنگی و آموزشی جواد معروفی می‌توان به سال‌های تدریس در دانشگاه تهران اشاره کرد. در آن زمان روش ساخت آهنگ و فرم‌های اصیل موسیقی را تدریس می‌کرد. او در سال‌های عمرش در دانشگاه تهران و هنرستان عالی موسیقی شاگردان بسیاری را آموزش داد. اردشیر روحانی، افلیا پرتو، انوشیروان روحانی، پرویز اتابیگ (اتابکی)، مهین زرین پنجه و ساسان محبی از جمله شاگردان جواد معروفی بوده‌اند. او در مورد شاگردانش گفته است:
«سبک من را انوشیروان روحانی، اردشیر روحانی، افلیا پرتو، مهین زرین پنجه و ساسان محبی خوب می‌نوازند. آن‌ها شاگردان خوبم بوده‌اند. آنها، هم موسیقی ایرانی را می‌دانند و هم موسیقی غربی را. موسیقی ایرانی را وقتی به شاگرد درس می‌دهیم که دست روان داشته باشد و موسیقی کلاسیک را زده باشد. چون موسیقی کلاسیک دست را روان و نت خوانی را قوی می‌کند. بعداً موسیقی ایرانی به او درس می‌دهیم، چون موسیقی ایرانی تکنیک مفصلی دارد.»
۲۲ دی سال ۱۳۷۳ انجمن موسیقی ایران اولین بزرگداشت جواد معروفی را در تالار وحدت برگزار کرد. در این بزرگداشت بهمن بوستان پیرامون زندگی و آثار او سخنرانی کرد و ساسان محبی و افلیا پرتو قطعاتی از جواد معروفی را نواختند. ۷ آبان ۱۳۸۳ دومین بزرگداشت جواد معروفی در کنسرت هاوس وین برگزار شد. در این بزرگداشت قطعاتی از ساسان محبی و فردریک بوبر که با الهام از موسیقی جواد معروفی ساخته شده بود توسط ارکستر دانشگاه موسیقی وین به رهبری نصیر حیدریان اجرا شد. به مناسبت بزرگداشت ۱۰۰ امین سال تولد جواد معروفی پویان آزاده از علاقمندان جواد معروفی، در هامبورگ آلمان برنامه‌ای را در بزرگداشت استاد خود به اجرا درآورد. همچنین شیوه استاد توسط بهار برخوردار ثبت شد.

## آثار

### برایپیانو
- فانتزی ژیلا
- خواب‌های طلائی (موسیقی فیلم)
- کوکو
- رومی
- پیش‌درآمد اصفهان (تنظیم برای پیانو)
- ساری گلین
- راپسودی اصفهان
- فانتزی در لا مینور
- پرلود شماره ۱ تا ۸
- سرناد بهاری
- شبهای کازینو رامسر
- فانتزی چهارگاه
- کاروان عمر
- رقص کولی
- بالت فرشتگان
- رومینا
- طبیعت
- چه شورها
- خواب‌های خوش
- بر باد رفته
- عاشورا
- راز خلقت
- فراق
- خزان
- روزگار من
- گل پژمرده
- بلبل سحری
- طلوع
- به یاد خیام
- شبنم صبحگاهی
- فانتزی روی تم شیرازی ۱
- فانتزی روی تم شیرازی ۲
- چشمان سیاه
- تخت جمشید
- فانتزی شماره ۲
- گل تازه
- فانتزی روی ترانه‌های خیام
- خاطرات
- فانتزی روی تم شیدا
- کاروان عشق
- بلبلان مست اند
- اصفهان
- ساقی
- صورتگر نقاشی چین
- مرغ حق
- مستانه
- رؤیای جوانی
- ساربان
- دیلمان
- به نازنین سفر کرده
- آرزو
- خورشید می‌درخشد
- گل پری جون
- خاطره ای از استاد
- انتظار
- سپیده
- شورانگیز
- نسیم
- سایه‌ها
- مهتاب
- فانتزی
- نوید
- بنفشه
- دل خسته
- مهربانی
- رؤیا
- شوریده
- خاطره کوهستان
- راز غروب
- راپسدی در ماهور
- رنگ چهارگاه
- رنگ همایون
- رنگ ماهور
- رنگ اصفهان
- پیش‌درآمد چهارگاه (ساخته: رکن الدین مختاری، تنظیم: جواد معروفی)
- ضربی چهارگاه
- اتود شماره ۲
- غمگین (ساخته: علینقی وزیری، تنظیم: جواد معروفی)
- مرغک (ساخته: علینقی وزیری، تنظیم: جواد معروفی)
- دو بلبل (ساخته: علینقی وزیری، تنظیم: جواد معروفی)

+ صدها اثر جاویدان در برنامه‌های گلها

## آلبوم‌ها
- جان عشاق
- انتظار (رنگین کمان)
- سپیده (رنگین کمان)
- خواب‌های طلایی (رنگین کمان)
- خواب‌های طلایی ۲ (ایران صدا)
- عاشورا، راز خلقت، فراق (ایران صدا)
- رومینا، طبیعت (ایران صدا)
- چه شورها، خواب‌های خوش، بر باد رفته (ایران صدا)
- خزان، روزگار من (ایران صدا)
- پیانو - ویولون «جواد معروفی و همایون خرم» (ایران صدا)
- سدره ۱ (ایران صدا)
- سدره ۲ (ایران صدا)
- سدره ۳ (ایران صدا)
- یادواره (ایران صدا)
- روایت عشق ۲ (ایران صدا)
- ردیف موسیقی ایران (ایران صدا)
- راپسودی اصفهان (شهرام)
- راز غروب (شهرام)
- راز گلها (شهرام)
- پرستوها (شهرام)
- نغمه آبشار (شهرام)
- شفق (شهرام)
- شبنم صبحگاهی (سروش)
- طلوع (سروش)
- پیانو ۲ (آوا خورشید)
- مرغ حق (آوا خورشید)
- فانتزی‌ها (آوا خورشید)
- مهرگانی (آوای باربد)
- راز (آوای باربد)
- بهار گلها «جواد معروفی و همایون خرم» (شهرام)
- شکوفه‌ها «جواد معروفی و همایون خرم» (شهرام)
- دلشکسته «جواد معروفی و همایون خرم» (شهرام)
- سرمستی «جواد معروفی و همایون خرم» (شهرام)
- برگ ریزان «جواد معروفی و همایون خرم» (شهرام)
- استاد معروفی ۱ «رومانس ۱ تا ۴» (کاسپین)
- استاد معروفی ۲ «رومانس ۵ تا ۸» (کاسپین)
- معروفی-خرم ۱ (کاسپین)
- معروفی-خرم ۲ (کاسپین)
- معروفی-خرم ۳ (کاسپین)
- معروفی-خرم ۴ (کاسپین)
- معروفی-خرم ۵ (کاسپین)
- استاد معروفی ۱ (چگور آهنگ)
- استاد معروفی ۲ (چگور آهنگ)
- استاد معروفی ۳ (چگور آهنگ)
- جان عشاق و گنبد مینا (دل آواز)
- استادان موسیقی ایران (آهنگ روز)
- تکنوازان موسیقی سنتی ایران (C&G Inc)
- خواب‌های طلایی (Caltex Records)
- راز (Caltex Records)
- کاروان عشق (Caltex Records)
- عاشقانه (Caltex Records)
- انتظار (Caltex Records)
- ملودی اقیانوس (Caltex Records)

## کتاب‌ها
- آلبوم آهنگ‌های جواد معروفی
- گزیده آثار استاد جواد معروفی
- ردیف موسیقی ایران برای پیانو